# Solaris Bus & Coach
Solaris Bus & Coach S.A. er en polsk producent af busser, ledbusser og sporvogne. I juli 2018 blev det bekendtgjort at Construcciones y Auxiliar de Ferrocarriles (CAF) havde opkøbt Solaris.
Solaris har fået udmærkelser for sine produkter ved Kortrijk Bus World Show i Belgien. Ledbusser fremstilles i samarbejde med Ganz Electro fra Ungarn, eller den tjekkiske del af virksomheden Cegelec. Begge virksomheder fremstiller elektriske indretninger til køretøjer.

## Historie
Solaris begyndte som Neoplan Polska, der blev etableret i 1994 af Krzysztof Olszewski. Neoplan Polska solgte i begyndelsen Neoplan bybusser med lavtliggende indstigning og gulv. Siden marts 1996 har virksomheden selv fremstillet busser under en fremstillingslicens. I 1999 solgtes de første busser under eget mærke - modellen Urbino. Den 1. september 2001 fik virksomheden navnet Solaris Bus & Coach Sp. z o.o, og i 2005 blev virksomheden gjort til et aktieselskab.
I 1990'erne oprettede virksomheden sit eget udviklingskontor, hvor man anvendte software oprindelig udviklet til at designe rumfærger. Det nedsatte den tid, som skulle bruges til at designe og fremstille nye prototyper til omtrent seks måneder.